# Vasalemma
Vasalemma es un municipio estonio perteneciente al condado de Harju.
A 1 de enero de 2016 tiene 2466 habitantes en una superficie de 38,66 km².
Comprende tres villas (Vasalemma, Rummu y Ämari) y dos pequeñas localidades rurales (Veskiküla y Lemmaru).
Se sitúa sobre la carretera 17, unos 10 km al suroeste de Keila.